# Andreas Thorkildsen
Andreas Thorkildsen (Kristiansand, 1982. április 1. –) olimpiai, világ- és Európa-bajnok norvég gerelyhajító.

## Családja
Édesapja, Tomm Thorkildsen szintén nagyszerű gerelyhajító volt, aki az egyéni legjobbját 1974-ben érte el 71,64 méteres dobásával. Édesanyja Bente Amundsen 1972-ben nemzeti bajnok volt 100 méteres gátfutásban.
Andreas párja Christina Vukicevic norvég gátfutó.

## Életútja

### Junior évei
Thorkildsen 11 éves kora óta űzi ezt a sportágat. 1999-ig édesapja Tomm volt az edzője. 2000-ben állhatott először dobogóra a Norvég Bajnokságban, ahol ezüstérmet nyert. Ez év októberében második helyen végzett a Junior Világbajnokságon Gerhardus Pienaar mögött.
2001-ben Oslóba költözött, ahol Åsmund Martinsen edzővel folytatta tovább a felkészülést. Júniusban 83,87 méteres dobásával átlépte a 80 méteres álomhatárt. A Junior Európa-bajnokságon második helyen végzett Alekszandr Ivanov mögött.

### Profi pályafutása
2004-ben 84,12 méteres dobásával kvalifikálta magát az olimpiára. Az olimpiai döntőben Thorkildsen 84,82 méterrel kezdett. A második körben elérte egyéni legjobbját 86,50 métert. Ezt az eredményt senki nem tudta megdönteni, így Andreas állhatott fel a dobogó legfelső fokára az ezüstérmes Vadims Vasiļevskis és a bronzérmes Szergej Makarov mellett. Ebben az évben a norvég újságírók neki ítélték „Az év norvég sportembere” címet.
2005-ben Helsinkiben a világbajnokságon 86,18 méteres dobásával a második helyen végzett az észt Andrus Värnik mögött, aki 87,17 métert dobott a negyedik sorozatban.
2006-ban Dohában áttörte a 90 méteres határt 90,13 méteres dobásával. 88,78 méterrel megnyerte Göteborgban az Eb-t a finn Tero Pitkämäki előtt, aki ma is a legnagyobb riválisa.
2007-ben a fő célja volt megszerezni a világbajnoki címet Oszakában, valamint láthattuk őt a IAAF Golden League sorozatban is. A világbajnokságon ismét ezüstérmes lett, ezúttal a finn Tero Pitkämäki dobott nála nagyobbat a döntőben.
2008-ban megnyerte a IAAF Golden League sorozat oslói állomásán a versenyt, valamint aranyérmes lett a pekingi olimpián az évi legjobbjával, 90,57 méterrel. A dobogó második fokára a lett Ainars Kovals, a harmadik fokára pedig a finn Tero Pitkämäki állhatott fel.
Thorkildsen 2008. október 2-án elnyerte az Európai Atlétikai Szövetség által odaítélt „Az év európai atlétája” díjat. A szövetség Andreas nagyszerű pekingi szereplését, valamint a 90 méteres határ áttörését ismerte el a díjjal.
2009-ben két világbajnoki ezüstérem után Andreas felállhatott a dobogó legfelső fokára. 89,59 méteres dobással nyerte meg a berlini világbajnokságot.